# Tara (goélette)
Pour les articles homonymes, voir Antarctica et Tara.
Tara, originellement nommé Antarctica puis Seamaster, est un voilier français de type goélette destiné à la recherche scientifique et à la défense de l'environnement.
De son lancement en 1989 jusqu'en 1996, Jean-Louis Étienne mène avec Antarctica des expéditions en Antarctique.
En 2003, Étienne Bourgois acquiert le bateau et le rebaptise Tara. Pour faire prendre conscience de la fragilité de l’environnement et de l'océan, il lance conjointement le projet Tara Expéditions qui organise les expéditions : Tara Arctic (2006-2008) sur les changements climatiques en Arctique, Tara Oceans (2009-2013) à la découverte du monde planctonique, Tara Méditerranée (2014) sur l'impact des micro-plastiques. En 2016, le projet Tara Expéditions devient la Fondation Tara Océan qui poursuit les expéditions avec : Tara Pacific (2016-2018) sur l'état des récifs coralliens, Mission microplastiques (2019) sur dix fleuves d'Europe, Tara Microbiomes (2020-2022) sur le microbiome de l'ensemble des océans, Tara Trec (2023-2025) sur l'impact humain envers l'écosystème le long des côtes européennes.

## Historique
Construite en France à l’initiative de Jean-Louis Étienne, médecin explorateur, en 1989, dessinée par les architectes navals Luc Bouvet et Olivier Petit et baptisée initialement Antarctica, cette goélette a effectué des expéditions en Antarctique — au volcan Erebus —, puis au Spitzberg, et a parcouru toutes les mers du globe jusqu’en 1996 sous ce nom.
Elle fut reprise par Sir Peter Blake sous le nom de Seamaster, pour en faire l’instrument principal de son programme de défense de l’environnement soutenu par le Programme des Nations unies pour l'environnement (PNUE). Tragiquement, l’aventure s’arrêta en 2001 sur le fleuve Amazone au Brésil à la suite du meurtre de Peter Blake par des pirates et le bateau fut alors laissé à quai pendant deux ans.
En 2003, le directeur général d’agnès b., Étienne Bourgois, acquiert le bateau et le rebaptise Tara. Il lance conjointement le projet Tara Expéditions pour faire prendre conscience de la fragilité de l’environnement et développer une connaissance de haut niveau sur l'océan. Depuis, Tara a réalisé de nombreuses expéditions scientifiques dont Tara Arctic, Tara Oceans, Tara Méditerranée et enfin Tara Pacific.
En 2016, le projet acquiert le statut de Fondation et devient la Fondation Tara Océan – ex Fondation Tara Expéditions – à laquelle Étienne Bourgois confie la goélette Tara.

### Iconographie

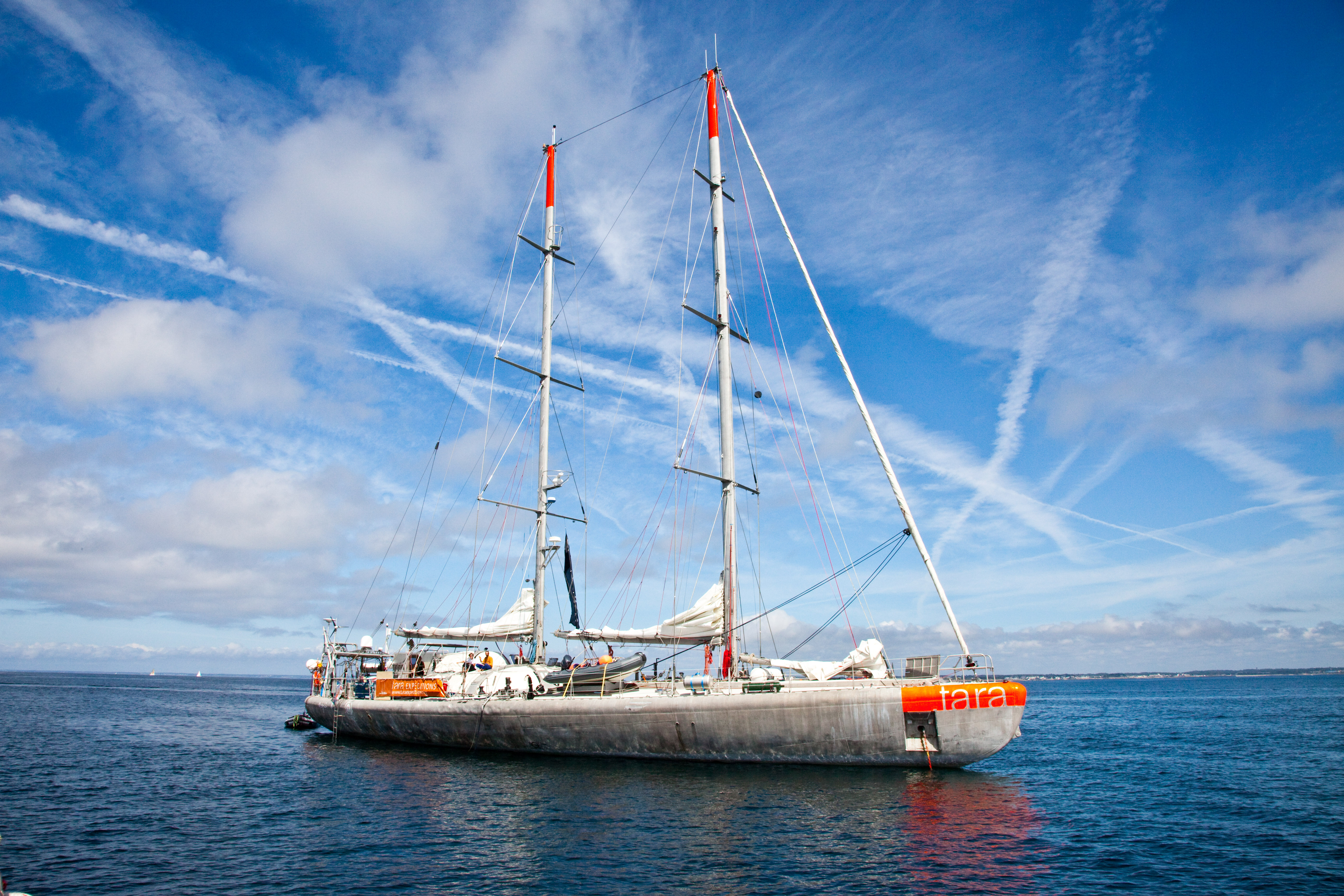
Tara le 23 août 2009 devant Port Lay, île de Groix.
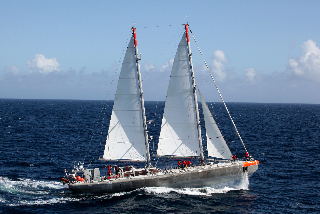
À la voile en 2009.
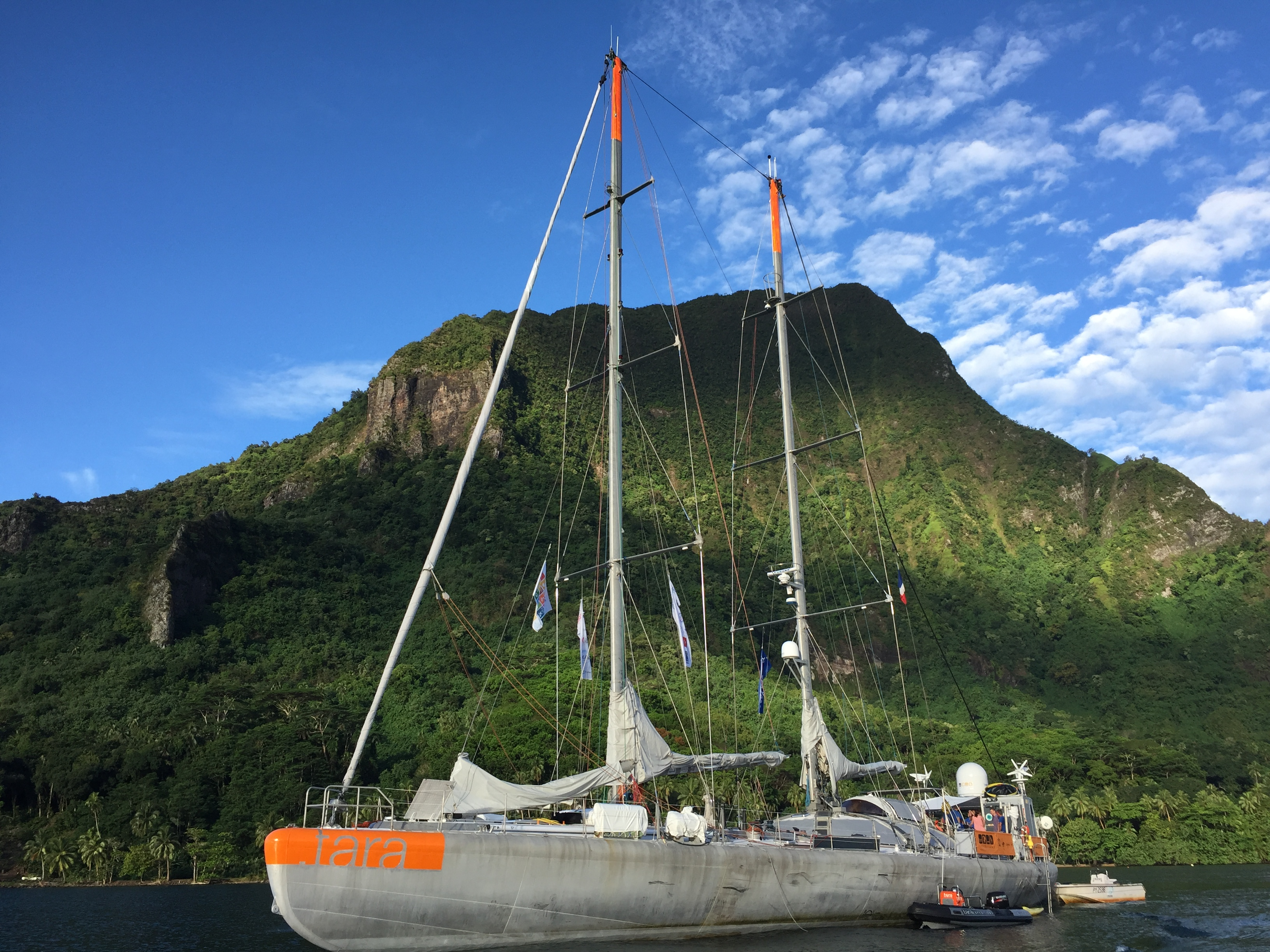
Expédition Tara Pacific en 2018.

## ExpéditionTara Arctic(2006-2008)

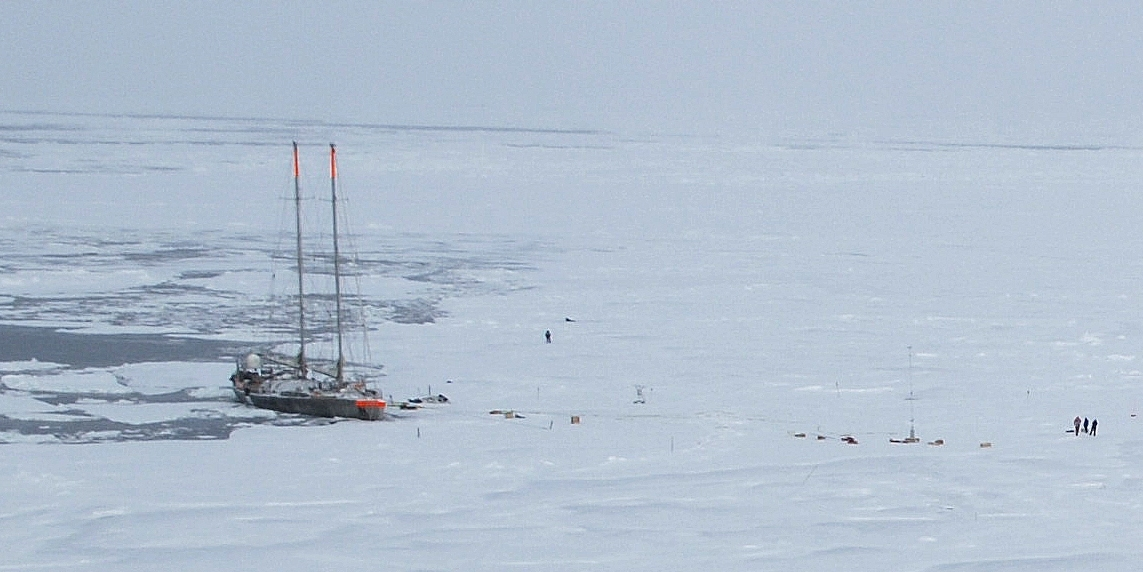
Tara Arctic en septembre 2006.

De septembre 2006 à février 2008, dans le cadre de l'Année polaire internationale, Tara fut au cœur de l’océan Arctique, pour étudier et comprendre les phénomènes de changements climatiques des hautes latitudes. Il servit de base aux acteurs du programme scientifique de l’Union européenne baptisé Damocles (Developping Arctic Modelling and Observing Capabillities for Long-term Environmental Studies).
Pour cela l'équipage de Tara s’est laissé enserrer par la banquise le 3 septembre 2006 (par 79° 53′ N, 143° 17′ E), puis s'est laissé dériver et s'en est libéré le 21 janvier 2008 (par 74° 08′ N, 10° 04′ O), après 505 jours de dérive sur environ 1 800 kilomètres. Il a ensuite regagné le port de Longyearbyen au Svalbard puis est revenu à Lorient le 23 février 2008.
Avec sa coque en forme de « noyau d'olive », le bateau peut se laisser bloquer par les glaces car il a été conçu pour résister aux pressions extrêmes que la banquise exerce. Analogue dans sa mission au Fram de Nansen, qui en 1892 pesait 800 tonnes, la goélette Tara a bénéficié de la technologie moderne du soudage de l'aluminium, et ne pèse que 130 tonnes. Sa coque en aluminium permet de mieux résister aux températures polaires, contrairement à l'acier qui perd de sa souplesse et devient cassant par grand froid.
Le projet Tara Polar Station doit prendre la suite de cette méthode d'exploration à partir de 2025 en s'appuyant sur l'expérience acquise par Tara Arctic avec un navire dédié.

### Programme Damocles
Ce projet de l'Union européenne, coordonné par Jean-Claude Gascard, vise à observer, comprendre et quantifier les changements climatiques en Arctique afin d’aider à la prise de décision face au réchauffement de la planète. Il regroupe 45 laboratoires, issus de 10 pays européens, des États-Unis et de Russie.
La mission consistait à faire des mesures scientifiques concernant l'ensemble « atmosphère-banquise-océan » :
- la basse atmosphère, étudiée grâce à un ballon : enregistrement des températures, de la vitesse du vent et de la pression atmosphérique sur six niveaux entre la surface et 2 000 m d’altitude ;
- les données océanographiques : température, salinité, pression de l’eau jusqu’à 4 000 m de fond ;
- les radiomètres indispensables pour rendre compte des modifications de l’albédo. La banquise recouverte de neige réfléchit 80 % du rayonnement solaire : c’est ce qu’on appelle l’albédo, le pouvoir réfléchissant. Avec la disparition de la glace, ce rayonnement sera absorbé par l’océan à 80 %, renforçant davantage encore son réchauffement ;
- la composition de la glace et les caractéristiques de la neige, lesquelles influent sur les échanges marins ;
- l’épaisseur des glaces autour de Tara ;
- le « trou d’ozone de surface » de l’Arctique. Au printemps, les concentrations d’ozone chutent en effet dramatiquement à la surface de l’océan Arctique et non dans la haute atmosphère comme c’est le cas en Antarctique, un phénomène encore mal expliqué ;
- l’origine des eaux douces de surface par analyse chimique de l’eau ;
- la nature des aérosols, des particules atmosphériques, et des polluants en suspension dans l’air ;
- l’analyse biologique des bactéries spécifiques de la glace ;
- la faune : les populations d’ours, de phoques, de renards polaires, de baleines, ou de morses ainsi que l’enregistrement sonore des mammifères marins ;
- l’étude du stress humain en milieu hostile.

Quelques résultats :
- la dérive a été de 5 200 km soit 2 600 km en « ligne droite » ; la plus grande dérive a été de 50 km par jour et la moyenne fut de 10 km par jour ;
- l'essentiel de la trajectoire a été au-delà du 80e parallèle ; et Tara s'est approché à 170 km du pôle Nord, le 28 mai 2007 ;
- il a été enregistré 230 nuits complètes, 230 jours permanents et 47 jours « ordinaires » polaires ;
- l'enregistrement de la température de l'air la plus faible a été de - 41 °C, la plus chaude + 9 °C ; le nombre de jours au-dessus de 0 °C a été de 50 entre le 9 juin et le 18 septembre 2007 ;
- le ballon-sonde s'est élevé jusqu'à 1 500 m d'altitude mais a rencontré des problèmes de givre ;
- en ce qui concerne la glaciologie, une épaisseur moyenne de glace de 1,5 m a été mesurée à l'EM31 (radar spécialisé) ; des carottages ont été effectués et des données sismiques enregistrées ;
- la sonde Océan spécifiée en conductivité-salinité, température, densité (CTD) a été parfois endommagée mais a recueilli des données significatives.

## ExpéditionTara Oceans(2009-2013)
Du 5 septembre 2009 à décembre 2013, Tara s'est engagé dans une nouvelle expédition : traverser les océans pour étudier le monde encore très peu connu du plancton et à travers ces micro-organismes (zooplancton, phytoplancton, bactéries, virus), le piégeage des molécules de gaz carbonique (CO2) , mais aussi le génome de l'océan, les interactions, répartitions, fonctions.
En 2009, la goélette prévoyait de partir de Lorient et de se diriger d'abord vers la Méditerranée, puis la mer Rouge, avant de longer les côtés jusqu'à l'Inde (arrivée prévue à Bombay en mars 2010), de redescendre vers les Mascareignes et Madagascar, passer Le Cap (en septembre 2010), faire le tour de l'Amérique du Sud jusqu'à la pointe australe de la Terre de Feu avec un détour vers la péninsule Antarctique, atteindre l'île de Pâques (mars 2011) puis sillonner le Pacifique jusqu'à Auckland (septembre 2011) et l'Australie, remonter vers le Kamtchatka via l'Indonésie et Tokyo (mars 2012), retraverser le Pacifique en direction des États-Unis puis vers le détroit de Béring pour contourner le Canada par l'Arctique afin d'atteindre New York en septembre 2012 et revenir à Lorient.
Tara est finalement revenu à Lorient en avril 2012. L'itinéraire de la dernière année avait été grandement modifié : l'expédition abandonna sa visite de l'Asie-Pacifique et de l'Arctique pour se rendre à New York plus tôt (février 2012) en passant par le canal de Panama. Sa traversée de l'Arctique est reportée à juin 2013.
L'équipage comprenait quatorze personnes dont cinq marins et quatre reporters qui devaient se relever tous les trois mois et en permanence cinq scientifiques relevés quant à eux environ toutes les trois semaines, en liaison et en collaboration avec une équipe de cent chercheurs restés à terre,. Parmi les équipements scientifiques, dont le montant est de 1,5 million d'euros, l'expédition a embarqué une rosette, un cytomètre en flux, un microscope 3D entre autres. Le coût de fonctionnement de l'expédition était prévu à 3 millions d'euros par an, entièrement financé par des fonds privés dont un tiers par Agnès Troublé.
Le 22 mai 2015, la prestigieuse revue scientifique Science publie les cinq premiers grands résultats scientifiques de l'expédition Tara Oceans.
L'expédition Tara Oceans se poursuit en 2013 par le tour du cercle polaire. Elle consiste en une circumnavigation autour de la banquise arctique, en empruntant les passages du Nord-Est et du Nord-Ouest.
L'objectif est un état des lieux, d'un point de vue biologique et climatique, de l'océan Arctique. Les équipes scientifiques de l'expédition précédente participent également à cette nouvelle campagne, complétant les études sur le plancton faites sur les autres océans.
Entamée le 19 mai 2013 à Lorient, cette expédition s'est achevée le 6 décembre 2013 après avoir parcouru 25 000 km.

## ExpéditionTara Méditerranée(2014)
L’expédition Tara Méditerranée a pour objectifs de sensibiliser aux enjeux environnementaux en Méditerranée et d'effectuer une étude scientifique sur la présence de micro-plastiques pour comprendre l'impact de cette pollution sur l'écosystème marin. La goélette Tara sillonne la mer Méditerranée de mai à novembre 2014 afin de promouvoir les efforts d’associations locales et régionales sur les nombreux enjeux environnementaux liés à cette mer : la multiplication des difficultés liées à la pollution, notamment de la pollution plastique et sa probable incorporation dans la chaine alimentaire.

## ExpéditionTara Pacific(2016-2018)
En 2016, l'expédition Tara Pacific permet d'étudier la biodiversité complète des récifs coralliens – du gène à l’écosystème – pour mieux comprendre leur capacité d’adaptation aux changements environnementaux globaux liés aux facteurs humains et climatiques et enquêter sur l'avenir du corail marin, de plus en plus menacé par le réchauffement climatique et le phénomène d'urbanisation. L'expédition, embarquant à son bord soixante-dix scientifiques, parcourt près de 100 000 km, visite trente pays, analyse quarante archipels et recueille plus de 40 000 échantillons. Le départ a eu lieu le 28 mai 2016 à Lorient. Jusqu'au mois de septembre 2018, Tara traverse sept mers et océans : océan Atlantique, mer des Caraïbes, océan Pacifique sud, mers de Chine orientale et méridionale, mer des Salomon, mer de Corail. La traversée la plus longue sans escale durera 31 jours, entre Taïwan et les îles Fidji en mai 2017.

## Mission microplastiques (2019)
Fin mai 2019, la Fondation Tara Océan lance une mission de six mois sur dix fleuves d'Europe aux origines de la pollution par les plastiques, la Mission microplastiques 2019.

## ExpéditionTara Microbiomes(2020-2022)
Cette mission Microbiomes étudie le microbiome de l’Océan et les mécanismes qui le lient au changement climatique. Le 31 mars 2021 la goélette se trouve le long des côtes du Chili. En avril 2022, elle est au large des côtes africaines pour analyser l’influence de trois des principaux fleuves africains sur l’océan Atlantique.
La sixième mission qu'effectue le voilier scientifique, débutée en 2020, et qui s'achève le 16 octobre 2022. Vingt-trois escales autour de l'Amérique du Sud, de l'Antarctique et des côtes occidentales du continent africain pour mieux comprendre le monde microscopique de l'océan.
Deux ans d'expédition rendus possibles grâce aux soutiens de la Fondation Tara Océan. C'est grâce à ce partenariat, auquel s'ajoutent plusieurs autres comme l'Unesco, l'Union européenne et d'autres institutions françaises, que plusieurs dizaines de milliers de kilomètres ont pu être parcourus par des marins et des scientifiques envoyés par une quarantaine de structures de recherche pour un voyage d'une ampleur et d'une ambition qui rappellent ceux entrepris par le HMS Beagle de Charles Darwin au XIXe siècle.

## ExpéditionTara Trec(2023-2025)
L'expédition baptisée TREC (Traversing European Coastline) effectue à partir d'avril 2023 une mission le long des côtes de 22 pays européens. Placée sous la coordination scientifique de l'EMBL (European Molecular Biology Laboratory – Laboratoire européen de biologie moléculaire), cette mission vise à effectuer des échantillonnages au plus près des côtes, pour étudier comment des écosystèmes différents interagissent et quels sont les effets des impacts humains au niveau moléculaire et cellulaire.

## Caractéristiques techniques deTara
Tara est le plus grand dériveur polaire du monde. Il a été conçu pour résister à la compression des glaces en mouvement et aux très basses températures. Voici ses caractéristiques principales :
- Architectes : Bouvet – Petit
- Chantier : SFCN - Villeneuve-la-Garenne
- Pavillon : français
- Classification : Bureau Veritas – 13/3 (E)
- Longueur : 36 m
- Largeur : 10 m
- Tirant d'eau : 1,5 à 3,5 m
- Poids : 130 tonnes
- Matériau de la coque : aluminium
- Mâts : deux de 27 m
- Voilure : 400 m2
- Propulsion à moteurs Diesel : 2 × 350 chevaux
- Énergie : 2 × 22 kW, panneaux solaires et éoliennes
- Autonomie : 5 000 milles
- Moyen de communication : Iridium, Standard B et C, radio BLU
- Annexes : 2 semi-rigides équipés de moteurs de 40 et 30 chevaux, 4 temps
- Réservoir de fioul : 45 m3
- Unité de dessalement : 200 l h−1
- Réservoir d’eau : 6 000 litres
- Réservoir d’eaux usées : 7 000 litres
- Capacité de couchages : 17 personnes
- Traitement des déchets : 1 broyeur et 1 compacteur
- Habitacle : alors que l'habitacle du Fram, une goélette à trois mâts construite en 1892 pour des expéditions polaires, était doublé en poils de renne et de feutre dans du linoleum, celui de Tara a été réalisé en une « peau » de mousse synthétique en sandwich entre des plaques de contreplaqués, qui évite ainsi tout contact avec l'aluminium de la coque. Les vitres sont en double-vitrage plexiglas. La ventilation est assurée afin d'éviter toute condensation.

## Apport scientifique des expéditions de Tara
En 2007, une exposition intitulée Tara, une goélette pour la planète a lieu au Musée national de la Marine à Paris.

### Tara Oceans
L’expédition Tara Oceans a permis d’identifier 40 millions de nouveaux gènes microbiens et 200 000 virus marins grâce à l’étude de 35 000 échantillons collectés dans les océans. Tara Oceans a collecté la grande majorité de la biodiversité du plancton, constituant ainsi la plus grande base de données jamais rassemblée de manière quasi simultanée.
« Les informations issues de Tara Oceans représentent à elles seules 80 % des gènes marins désormais déposés en banques de données. Et plus de 80 % d’entre eux sont totalement inconnus. Si les biologistes marins ne partaient pas de rien, l’apport de Tara Océans va permettre de passer un cap décisif dans l’exploration de cette biodiversité foisonnante. »
Ces données, rendues disponibles auprès de la communauté scientifique mondiale, ont permis de faire évoluer la façon d’appréhender le changement climatique et d’étudier les océans. Les résultats issus de cette expédition ont permis la parution d’une étude dans un numéro spécial de la revue Science en mai 2015, dont la couverture était consacrée à la goélette, et également dans Nature. Publiés en couverture de Cell Press en avril et novembre 2019, les derniers résultats ont révélé l’importance de l’océan Arctique comme réservoir de virus marins ainsi que la variation de la diversité et des fonctions des espèces planctoniques selon la latitude.
Les expéditions de recherche scientifique Tara Oceans et Malaspina (Espagne) ont découvert une nouvelle zone d’accumulation de débris de plastique flottants en Arctique, issus de leur transport à grande échelle depuis l’océan Atlantique. L’étude, qui a été publiée dans Science Advances, confirme ainsi la gravité de la pollution marine, jusque dans des zones très éloignées des populations humaines et encore vierges.
Le 19 avril 2023 est annoncée l'identification d'un nouveau type de virus, Mirusvirus, qui infecte le plancton et possède des similitudes avec les virus de l'herpès et les virus géants.

### Tara Méditerranée
L’étude scientifique menée pendant Tara Méditerranée sur le plastique, durant laquelle près de 2 300 échantillons ont été prélevés, a fait ressortir un constat préoccupant : « cela va de 5 000 plastiques par kilomètre carré jusqu’à 2,5 millions dans la mer Tyrrhénienne » selon la scientifique Maria Luiza Pedrotti (Laboratoire Villefranche) qui a participé à l’expédition.

### Tara Microbiomes
L’expédition Tara Microbiomes prend le parti d’une approche globale par l'étude du premier acteur présent dans toutes les facettes de l'écosystème marin : le microbiome. Cette expédition a démarré le 12 décembre 2020 et se prolonge jusqu'en 2022.